# گلشن (شیراز)
گلشن یا کُشَن یکی از محله‌های قدیمی شیراز است که در گذشته روستایی در غرب این شهر بوده‌است. محدودهٔ آن از تلخدش تا احمدآباد و از پارک قوری تا قصردشت از سمت غرب تا خیابان همت جنوبی (ایمان جنوبی) و از شرق تا خیابان شهید آقایی از جنوب به بلوار امیرکبیر، از شمال به چوگان، بلوار پاسداران و میدان معلم و از غرب به کمربندی شیراز و همت جنوبی منتهی می‌شود.
کشن پس از گذشت سال‌ها به یکی از محله‌های قدیمی و معروف شیراز تبدیل شده‌است. لازم است ذکر شود که کشن در گذشته دروازه مهم ورودی شیراز از سمت جنوب ایران بوده و هست
باغ‌های نادر انگورهای نایاب که در گذشته به شهرت شیراز می‌افزوده در این منطقه واقع شده‌است باغ‌هایی چون باغ جنت، باغ خسرآباد، باغ خدری، باغ شاهزاده، باغ سه گوش و از این قبیل.
کوه دراک یکی دیگر از بخشهای متعلق به کشن می‌باشد که در گذشته محل تفریح و تفرجگاه ساکنان بوده و در دل خود چشمه ای با نام بید قنبری را دارد
کارخانه سیمان فارس و خوزستان نیز در بخش غربی کشن بنا شده و هنوز ادامهٔ حیات دارد
اقتصاد اهالی کشن بیشتر کشاورزی و دامپروری و تجارت بوده و بعد از کشف و پیدایش نفت در خاور میانه، جوانان کشن بعنوان نیروهای انسانی جذب بازار کار در کشورهای حاشیه خلیج فارس نظیر کویت و امارات متحده عربی شدند که اکنون از شدت آن کاسته شده اما کماکان در حد محدودی ادامه دارد.
امروزه جوانان کشن در تمامی رشته‌های صنعتی و فنی و تجارت و سرمایه گزاری حضور فعال و چشمگیر دارند. همچنین بخش عظیمی از جوانان کشن در پهنه علم و دانش و هنر دستاوردهای شایانی داشته و حضور چشمگیری دارند.
همچنین جوانان شایسته کشن در حوزه ورزش هم خوش درخشیده‌اند و اکنون کشن یک قطب بزرگ ورزش‌های رزمی در ایران هستند و توانسته‌اند برای کشور عزیزمان ایران با کسب مدال‌های بین‌المللی افتخار آفرینی بکنند. مرحوم نوید محمدی مدال طلای جام جهانی جوانان آرژانتین در سال ۲۰۱۸ را از آن خود کرد و در رنکینگ بین‌المللی ایران را بالا دست آمریکا قرار داد.
مکانهای مرتبط با کشن
- پل طبقاتی کشن